# Campionato europeo di taekwondo 2006
Il XVII Campionato Europeo di Taekwondo si è disputato a Bonn, in Germania, tra il 26 e il 28 maggio 2006.

## Medagliati

### Maschile
| Specialità | Oro                               | Argento                    | Bronzo                                                   |
| -54 kg     | Seifula Magomedov Russia          | Zahid Mammadov Azerbaigian | Ilias Michailidis Grecia / Marius Niţă Romania           |
| 58 kg      | Levent Tuncat Germania            | Alan Nogayev Russia        | Malik Mokdad Francia / Diego Redina Italia               |
| 62 kg      | Ilkin Shahbazov Azerbaigian       | Cuneyt Hamid Danimarca     | Rikkos Pattichis Cipro / Kivanç Dinçsalman Turchia       |
| 67 kg      | Dennis Bekkers Paesi Bassi        | Tom Hovav Israele          | Omar Badía Spagna / Aslanbek Dzitiyev Russia             |
| 72 kg      | Claudio Nolano Italia             | Serdar Akın Turchia        | Davoud Etmanani Gran Bretagna / Tommy Mollet Paesi Bassi |
| 78 kg      | Thijs Oude Luttikhuis Paesi Bassi | Rashad Agmadov Azerbaigian | Bashir Adam Germania / Craig Brown Gran Bretagna         |
| 84 kg      | Jon García Aguado Spagna          | Bahri Tanrıkulu Turchia    | Tavakgül Bayramov Azerbaigian / Tomaž Zakrajšek Slovenia |
| +84 kg     | Mickaël Borot Francia             | Ferry Greevink Paesi Bassi | Leonardo Basile Italia / Karol Franz Polonia             |

### Femminile
| Specialità | Oro                           | Argento                      | Bronzo                                                      |
| -47 kg     | Belén Asensio Spagna          | Shahrun Yusifova Azerbaigian | Viktoria Fomenko Russia / Ioanna Koutsou Grecia             |
| 51 kg      | Ganna Soroka Ucraina          | Hanna Zajc Svezia            | Fotini Birba Grecia / Nelli Shakarian Russia                |
| 55 kg      | Federica Mastrantoni Italia   | Margarita Mrktchyan Russia   | Nives Ambruš Croazia / Andrea Rica Spagna                   |
| 59 kg      | Pinar Budak Germania          | Nina Kläy Svizzera           | Veronica Calabrese Italia / Martina Zubčić Croazia          |
| 63 kg      | Muriel Bujalance Spagna       | Helena Fromm Germania        | Olga Cherkun Ucraina / Lie Kylborn Svezia                   |
| 67 kg      | Sibel Güler Turchia           | Gwladys Épangue Francia      | Nina Solheim Norvegia / Carolin Persson Svezia              |
| 72 kg      | Sarah Stevenson Gran Bretagna | Tuba Abu Turchia             | Aitziber los Arcos Spagna / Annette van Deursen Paesi Bassi |
| +72 kg     | Laurence Rase Belgio          | Karolina Kedzierska Svezia   | Maria Koniakhina Russia / Rosana Simón Spagna               |

## Medagliere
| Posizione | Paese         | Oro | Argento | Bronzo | Totale |
| --------- | ------------- | --- | ------- | ------ | ------ |
| 1         | Spagna        | 3   | 0       | 4      | 7      |
| 2         | Paesi Bassi   | 2   | 1       | 2      | 5      |
| 3         | Germania      | 2   | 1       | 1      | 4      |
| 4         | Italia        | 2   | 0       | 3      | 5      |
| 5         | Azerbaigian   | 1   | 3       | 1      | 5      |
| 5         | Turchia       | 1   | 3       | 1      | 5      |
| 7         | Russia        | 1   | 2       | 4      | 7      |
| 8         | Francia       | 1   | 1       | 1      | 3      |
| 9         | Gran Bretagna | 1   | 0       | 2      | 3      |
| 10        | Ucraina       | 1   | 0       | 1      | 2      |
| 11        | Belgio        | 1   | 0       | 0      | 1      |
| 12        | Svezia        | 0   | 2       | 2      | 4      |
| 13        | Danimarca     | 0   | 1       | 0      | 1      |
| 13        | Israele       | 0   | 1       | 0      | 1      |
| 13        | Svizzera      | 0   | 1       | 0      | 1      |
| 16        | Grecia        | 0   | 0       | 3      | 3      |
| 17        | Croazia       | 0   | 0       | 2      | 2      |
| 18        | Cipro         | 0   | 0       | 1      | 1      |
| 18        | Slovenia      | 0   | 0       | 1      | 1      |
| 18        | Norvegia      | 0   | 0       | 1      | 1      |
| 18        | Polonia       | 0   | 0       | 1      | 1      |
| 18        | Romania       | 0   | 0       | 1      | 1      |
|           | TOTALE        | 16  | 16      | 32     | 64     |